# Tessaromma sericans
Tessaromma sericans là một loài bọ cánh cứng trong họ Cerambycidae.